# Ritratto dei coniugi Arnolfini
Il Ritratto dei coniugi Arnolfini è un dipinto a olio su tavola (81,80×59,40 cm) del pittore fiammingo Jan van Eyck, realizzato nel 1434 e conservato nella National Gallery di Londra.
Considerato tra i capolavori dell'artista, è anche una delle opere più significative della pittura fiamminga; nella sua aura complessa ed enigmatica, ha acquistato una fama misteriosa, che i numerosi studi e le domande ancora irrisolte hanno alimentato.

## Storia
L'opera è firmata («Johannes de Eyck fuit hic») e datata 1434. L'identità dei soggetti ritratti è stata oggetto di vari studi e sono state avanzate varie ipotesi sull'argomento. La figura maschile è stata identificata in Giovanni di Arrigo Arnolfini o nel cugino di questi, Giovanni di Nicolao Arnolfini. Sull'identità della figura femminile è stato invece ipotizzato che si tratti della prima moglie di Giovanni di Arrigo (la cui identità è ignota) o della seconda moglie di Giovanni di Nicolao, o anche, secondo una tesi più recente, della prima moglie di Giovanni di Nicolao, Costanza Trenta, morta probabilmente per complicazioni legate al parto nel 1433. La seconda moglie di Giovanni di Arrigo, Giovanna Cenami, venne ritenuta a lungo, sia pure erroneamente, la figura femminile ritratta, sino alla scoperta del certificato di matrimonio, datato 1447, tredici anni dopo la realizzazione del dipinto e sei anni dopo la morte di Jan van Eyck. Sia Giovanni di Nicolao che Giovanni di Arrigo Arnolfini fecero parte della nutrita comunità di mercanti e banchieri italiani residenti a Bruges, dove la loro presenza è attestata dal 1419.

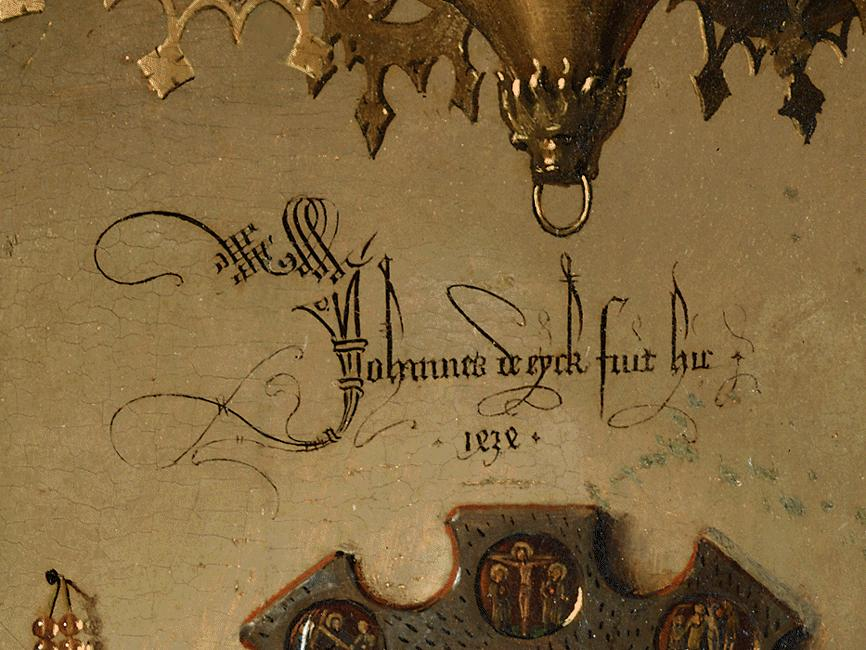
Dettaglio raffigurante la firma del pittore

Nel 1990 un ricercatore francese della Sorbona, Jacques Paviot, scoprì nell'archivio dei duchi di Borgogna un documento matrimoniale di Giovanni Arnolfini datato 1447, con ogni probabilità riferito al secondo matrimonio: tredici anni dopo che il quadro fu dipinto e sei anni dopo la morte di Jan van Eyck. È certo che a Bruges nel secolo XV ci furono quattro Arnolfini e due di essi si chiamavano Giovanni, ma nel documento si parla inequivocabilmente del più ricco, quello che aveva rapporti con il Duca, quindi quello del quadro in questione. Per il momento non si hanno documenti sulla committenza di Arnolfini a van Eyck (i primi documenti su opere di quest'ultimo nella regione risalgono a non prima del XVI secolo). Ad ogni modo, sappiamo che Giovanni Arnolfini si spostò dall'Italia a Bruges, dove col commercio riunì un'immensa fortuna ed entrò nel circolo più esclusivo del duca di Borgogna per il quale lavorava l'artista.
L'opera risulta essere, prima del 1516, proprietà del cortigiano spagnolo Diego de Guevara y Quesada, attivo presso la corte di Borgogna. Non si conosce con certezza come l'opera pervenne a Diego de Guevara e chi possedette l'opera nel trentennio intercorso tra la morte della vedova di Giovanni di Arrigo Arnolfini, Giovanna Cenami (avvenuta nel 1480), e l'acquisto da parte di Diego. Quest'ultimo donò il quadro nel 1516 all'arciduchessa Margherita d'Asburgo, la cui collezione di quadri fiamminghi passò nel 1530 a Maria d'Ungheria, che le succedette quale governatrice dei Paesi Bassi. Nel 1556 il dipinto venne portato in Spagna, dove Maria si era nel frattempo trasferita e viene menzionato in un inventario redatto in quell'anno. In seguito alla morte di Maria, nel 1558, la tavola viene collocata prima nel Real Alcázar di Madrid ed in seguito alla distruzione di questo palazzo nel 1734, nel palazzo reale di Madrid. Il dipinto viene menzionato quale parte delle collezioni reali spagnole nel 1789. Si ritiene che il dipinto cadde in mano ai francesi nel corso dei saccheggi compiuti da questi durante la guerra d'indipendenza spagnola, per poi finire, in seguito alla battaglia di Vitoria, in mani britanniche. I francesi infatti trasportavano un ingente carico di opere d'arte, destinate alla collezione di Giuseppe Bonaparte, che furono a loro volta requisite dopo la battaglia dai britannici (circa 90 quadri, non tuttavia il "Ritratto dei coniugi Arnolfini", passarono al Duca di Wellington, finendo nella sua dimora londinese, Apsley House). Nel 1816 il Ritratto ricompare a Londra risultando in possesso del colonnello scozzese James Hay, il quale lo offrì, avvalendosi della mediazione di Thomas Lawrence, a re Giorgio IV, il quale lo tenne per circa due anni presso la sua residenza londinese, Carlton House, per poi restituirlo ad Hay nel 1818. Hay vendette il quadro nel 1842 alla National Gallery di Londra per la cifra di seicento ghinee. L'opera è tuttora esposta alla National Gallery, nella sala n. 56, con il numero d'inventario NG186.

## Descrizione
L'opera è uno dei più antichi esempi conosciuti di pittura che ha come soggetto un ritratto privato, di personaggi viventi, anziché le consuete scene religiose.
Mostra la coppia in piedi, riccamente abbigliata, che si trova dentro la stanza da letto, mentre l'uomo, Giovanni Arnolfini, fa un gesto verso lo spettatore che può essere interpretato in vari modi, dalla benedizione, al saluto, al giuramento (anche di fedeltà alla memoria). La moglie gli offre la sua mano destra, mentre appoggia la sinistra sul proprio ventre, con un gesto che ha fatto pensare a un'allusione a una gravidanza futura o prossima. La posa dei personaggi appare piuttosto cerimoniosa, praticamente ieratica; questi atteggiamenti sono probabilmente dovuti al fatto che si sta rappresentando la celebrazione di un matrimonio o la commemorazione di una defunta, dove tale serietà è del tutto appropriata.

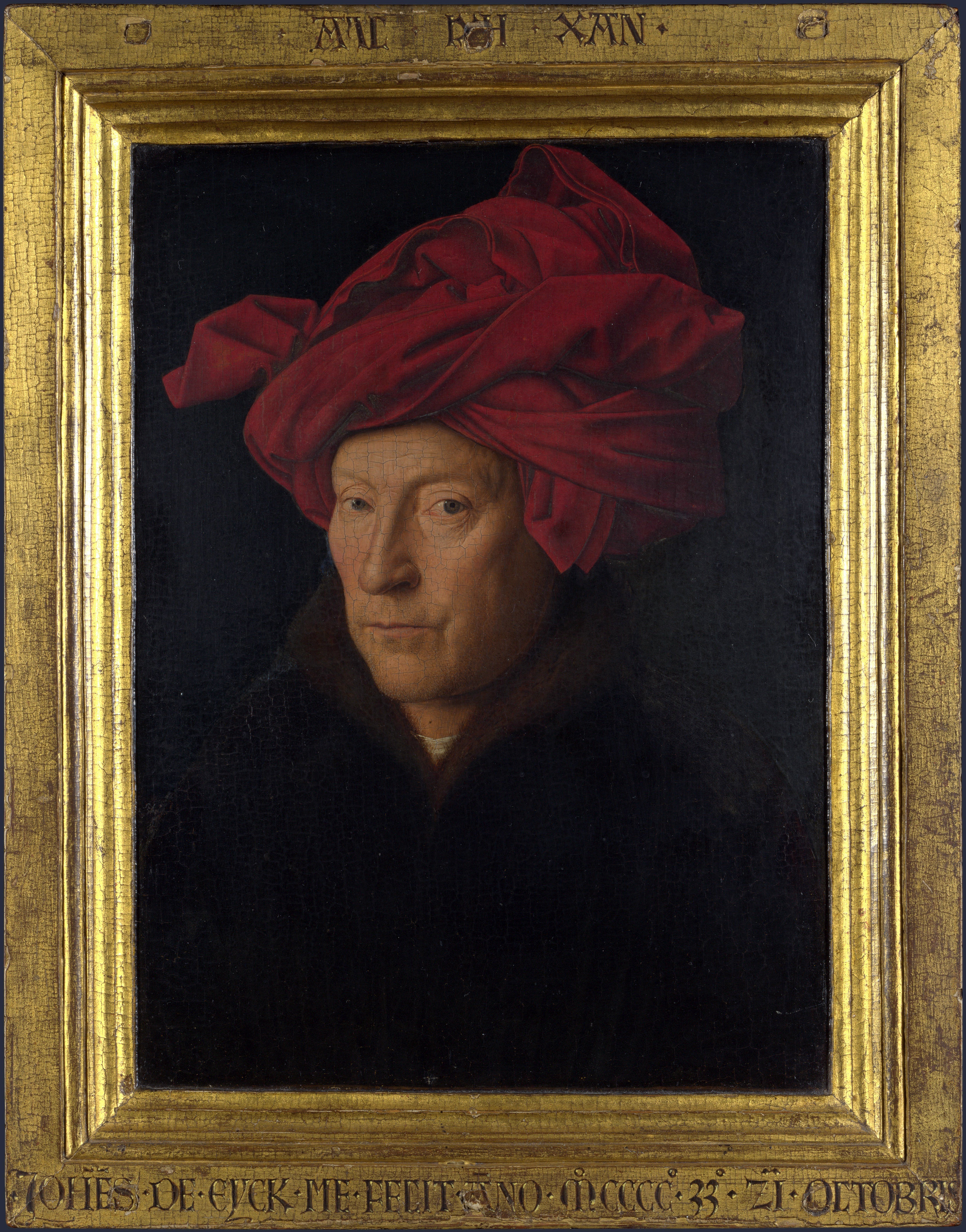
Jan van Eyck, Ritratto di uomo con turbante rosso (forse autoritratto), 1433; olio su tavola, 25,5×19 cm, National Gallery, Londra

La stanza è rappresentata con estrema precisione ed è popolata da una grande varietà di oggetti, tutti raffigurati con un'attenzione estrema al dettaglio. Tra questi oggetti spicca, al centro, uno specchio convesso, dettaglio giustamente celebre ed enigmatico, dove il pittore dipinse la coppia di spalle e il rovescio della stanza, dove si vede una porta aperta con due personaggi in piedi, uno dei quali potrebbe essere il pittore stesso.
Ancora oggi gli storici dell'arte discutono sul significato e lo scopo dell'opera: la tesi proposta da Erwin Panofsky nel 1934 è che si tratti della rappresentazione del matrimonio della coppia e di un'allegoria della maternità, a cui alluderebbero i numerosi simboli sparsi nella stanza. Varie altre interpretazioni hanno, tuttavia, permesso di elaborare punti di vista differenti, che hanno messo in dubbio la tesi stessa di Panofsky.
La soluzione che appare più probabile è che si tratti del giuramento tra gli sposi prima di presentarsi al sacerdote. Tale rituale avveniva tramite una promessa di matrimonio a mani congiunte, che aveva valore giuridico e richiedeva la presenza di due testimoni: per questo, più che al matrimonio in sé, il dipinto alluderebbe al momento del fidanzamento. In questo senso il quadro, con la sua esattezza fotografica, rappresenterebbe proprio il documento ufficiale dell'avvenuto giuramento, come sembra suggerire anche la particolare firma dell'artista («Jan van Eyck fu qui»), più simile, nella forma e nella disposizione, a una testimonianza notarile, piuttosto che a una certificazione autografica dell'opera (come avrebbe potuto suggerire un ben più consueto «Johannes de Eyck fecit»). Può anche darsi che van Eyck volesse indicare come il ritratto venne preso dal vero, in sua presenza: è possibile che avesse eseguito uno schizzo dei protagonisti in una o più sessioni di posa e poi avesse realizzato il dipinto nei mesi successivi.
Altra ipotesi suggestiva è che si tratti di un omaggio del mercante Arnolfini alla prima moglie, ricordando attraverso il dipinto il momento della loro promessa di matrimonio; forse la mano sul grembo testimonia l'attesa di un erede che Costanza Trenta stava per dargli o che non giunse a causa della morte di lei.
Si è parlato anche di un possibile esorcismo o cerimonia per recuperare la fertilità, poiché Arnolfini e la sua (seconda) moglie non ebbero figli. In tal caso si tratterebbe non della moglie defunta ma della seconda, Giovanna Cenami. Questo tipo di cerimonie per recuperare la fertilità era abituale all'epoca. Infatti dietro le mani unite dei protagonisti vi è una gargolla sorridente che potrebbe simbolizzare il male incombente sul matrimonio, come punizione del fatto che Giovanni Arnolfini poteva essere stato un donnaiolo e un adultero.

## Dettagli e simbolismo
I pittori fiamminghi, dei quali Jan van Eyck fu il primo caposcuola, tributavano un'attenzione scrupolosa ai minimi dettagli, fossero oggetti, parti di oggetti o caratteristiche minute dei volti, delle mani, delle vesti, ecc. Ciò dipendeva da ragioni tecniche (la pittura a olio permetteva infatti un lavoro più accurato della tempera o dell'affresco), religiose e filosofiche. Nelle opere a soggetto religioso si cercava, infatti, di calare il divino nel quotidiano: ciò avrebbe favorito un più intenso coinvolgimento dei fedeli; la filosofia nominalistica, d'altra parte, sosteneva come la sostanza del reale ci pervenisse dalla percezione dei singoli oggetti fisici.
In una visione tanto attenta al dettaglio ed ai più svariati oggetti, l'uomo non può essere il centro del mondo, come teorizzavano gli umanisti italiani, anzi è solo una parte del ricchissimo Universo, dove non tutto è riconducibile al principio ordinatore della razionalità. Se da una parte i gesti e le azioni dell'uomo hanno quella forza culturale di fare "storia", dall'altra i singoli oggetti acquistano importanza nella raffigurazione, ottenendo una forte valenza simbolica che può essere letta su vari strati.
Le nuove indagini tecnologiche della National Gallery di Londra (radiografie, infrarossi) dimostrano che la maggioranza degli oggetti fu dipinta dopo avere creato la scena principale, e che tutti sono piccoli tesori, costosissimi (come i vetri alle finestre, cosa rarissima per quei tempi), che davvero pochi potevano permettersi di pagare. La cosa più evidente è che Arnolfini richiese una dimostrazione del potere commerciale raggiunto, come uomo arricchitosi da solo col duro lavoro del secolo XV. I numerosi dettagli non solo hanno valore per la loro bellezza in sé, ma sottintendono a letture via via più approfondite e sofisticate, che vanno dalla celebrazione della prosperità materiale dei soggetti del quadro, fino a significati più astratti e simbolici, in questo caso legati alla cerimonia matrimoniale.
Dall'osservazione degli oggetti e degli abiti indossati appare evidente la condizione di agiatezza della giovane coppia, che sembra aver collezionato oggetti da vari paesi europei, dalla Russia (la pelliccia), dalla Turchia (il tappeto), dall'Italia, alla Inghilterra, alla Francia. Senza dubbio Arnolfini, ricco mercante, intratteneva rapporti d'affari con impresari di tutto il continente.
Nel dipinto quindi si possono cogliere almeno tre livelli principali:
1. Il ritratto di due importanti membri della società, eseguito dal più eminente artista locale;
2. La testimonianza del pittore al giuramento matrimoniale;
3. Un compendio, realizzato tramite figure e oggetti simbolici, degli obblighi che comportava il matrimonio a metà del XV secolo.

Il dipinto è un'allegoria dell'ideale sociale del matrimonio, portatore di ricchezza, abbondanza, prosperità. Il cane e gli zoccoli rappresentano il motivo della fedeltà coniugale. Le arance sono un augurio di fertilità.

### I protagonisti

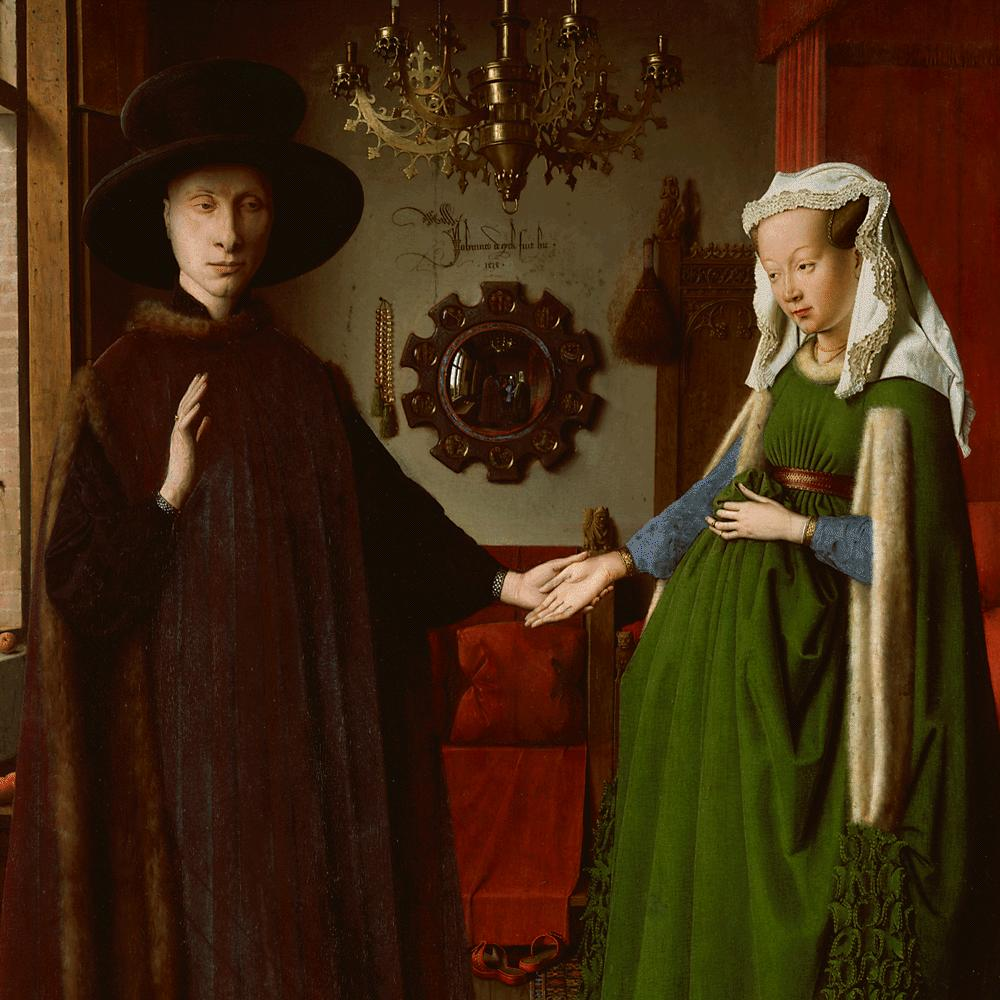
Dettaglio raffigurante i due coniugi Arnolfini

In primo luogo troviamo la rappresentazione della coppia formata da Giovanni Arnolfini e Costanza Trenta, che è antagonistica e simboleggia i differenti ruoli che ognuno ricopre nel matrimonio. L'uomo appare severo, con la mano sinistra abbassata, che tiene la mano della coniuge, in riferimento all'unione carnale, e quella destra sollevata (fides levata) che simboleggia l'unione spirituale: quest'ultimo gesto, in ogni caso, può essere variamente interpretato, poiché può darsi anche di un segno di benedizione o di saluto. Egli ostenta il potere morale della casa (potestà), sostenendo con autorità la mano di sua moglie (fides manualis), che china il capo in atteggiamento sottomesso. Le loro fattezze sono realistiche e individuali e non risparmiano alcune imperfezioni, come le larghe narici di lui, il suo ovale del viso troppo lungo, gli occhi globosi e senza ciglia, mentre lei appare acerba e un po' paffutella.
Molto eloquenti sono le vesti che, malgrado l'ambientazione suggerisca un tempo estivo o almeno primaverile, sono pesanti e ricercate. Lui ha una tunica scura e sobria, coperta da un mantello con le falde foderate di pelliccia di marmotta, particolarmente costosa, e indossa un ampio cappello di spesso feltro nero. Il cappello a larghe falde testimonia l'occasione solenne, oltre che rappresentare un espediente per incorniciare di nero il suo volto, facendolo spiccare nella luce chiara che lo investe.
Lei indossa un vestito ampolloso e alla moda nell'epoca fiamminga, con guarnizioni di pelliccia d'ermellino. Secondo Waldemar Januszczak si tratta di un vestito in lana (esternamente) e di una pelliccia di scoiattolo rosso (internamente). Si è stimato che per realizzare un indumento del genere occorrano almeno 2.000 scoiattoli. Ha un'acconciatura elaborata trattenuta in due cornetti di seta e coperta da un velo finemente guarnito di più strati di volant, ed indossa una collana, vari anelli e una cintura broccata d'oro. Il colore verde all'epoca simboleggiava la fertilità. Ella non è incinta come si potrebbe evincere: è il tipo di vestito, infatti, a renderle la pancia gonfia, e la sua posizione si limita a essere un gesto rituale, una promessa di fertilità evidenziata tramite la cintura particolarmente alta, la piega del tessuto e l'esagerata curvatura del corpo.

### La camera
La scena è ambientata nella camera che, con la presenza del letto nuziale e lo scranno sullo sfondo, è il luogo dell'unione matrimoniale.
Il letto ha relazione soprattutto con la regalità e la nobiltà, con la continuità del lignaggio e del cognome. Rappresenta il posto dove si nasce e si muore. I tessuti rossi simboleggiano la passione oltre a creare un forte contrasto cromatico col verde del vestiario della donna. In ogni caso, era abitudine dell'epoca, nelle case della Borgogna, collocare un letto nel salone dove si ricevevano le visite. Benché, generalmente, si usasse per sedersi, occasionalmente, era anche il posto dove le madri, appena partorito, ricevevano con il loro neonato le congratulazioni di familiari ed amici.
Nella testiera del letto si vede intagliata una donna, con ai piedi un dragone. È probabile che sia santa Margherita, patrona delle partorienti, il cui attributo è il drago; ma per la spazzola che è al suo fianco, sullo schienale del letto, potrebbe essere Santa Marta, patrona della casa con la quale condivide l'identico attributo.

### Il tappeto, la vetrata, gli zoccoli
Il tappeto vicino al letto, sul quale poggiano gli zoccoli di Costanza, è molto lussuoso e caro, e proviene dall'Anatolia, un'altra dimostrazione di come i commerci a Bruges fossero fiorenti e - soprattutto - della posizione economica di Arnolfini. La sua ricchezza è ribadita anche dalla vetrata a «occhi di bue» che chiude la finestra a sinistra: si tratta, infatti, di una tipologia di vetrate che, essendo particolarmente costosa, era appannaggio esclusivo delle famiglie benestanti.
Gli zoccoli sparsi per il pavimento sono di legno e presentano una classica foggia olandese: sono in realtà dei sopra-scarpe, indossati all'esterno per proteggere le costose calzature in materiali più pregiati e confortevoli. La loro disposizione sul pavimento della stanza non è casuale: quelli di Giovanna, rossi, stanno vicino al letto; quelli di suo marito sono in primo piano, a sinistra, più prossimi al mondo esterno.
I due personaggi, infatti, sono ritratti scalzi in segno di rispetto verso la sacralità del suolo della casa e dell'unione coniugale: secondo la tradizione cristiana il terreno del matrimonio è sacro come quello su cui Mosé poggiava i piedi quando Dio gli ordinò: «Togliti i sandali dai piedi, poiché il luogo sul quale tu stai è una terra santa» (Esodo III, 5). Molto probabilmente, tuttavia, all'epoca si era soliti non indossare le scarpe in casa anche nel quotidiano, così da mantenere i pavimenti puliti e preservare la pulizia e igiene della stanza.

### I frutti

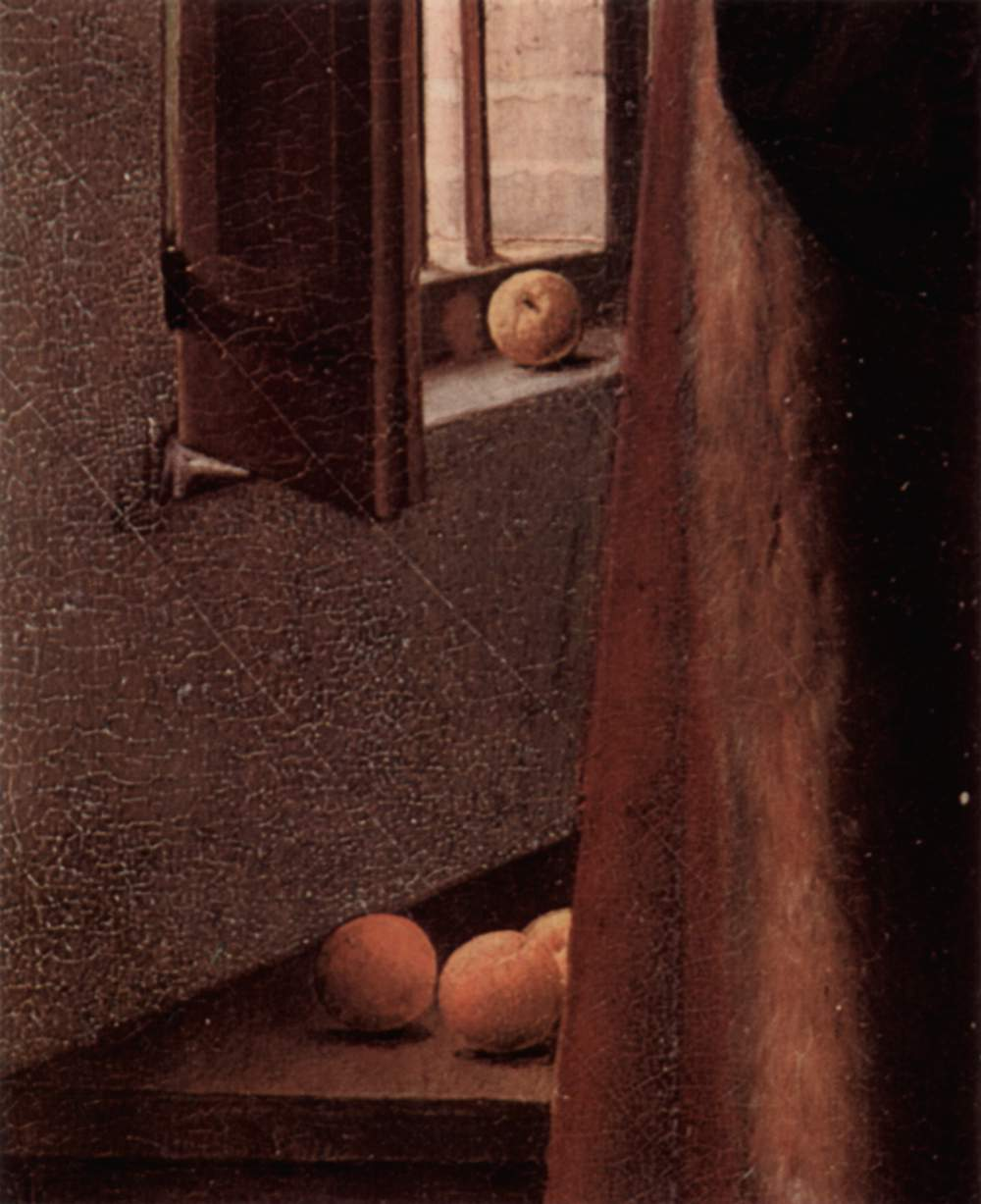
Dettaglio raffigurante le arance

Un'arancia si vede appoggiata sul davanzale e altre tre su un ripiano sottostante. Tali frutti, importati dal sud, erano un lusso nel nord dell'Europa, e qui alludono forse all'origine mediterranea dei protagonisti del ritratto. Inoltre nei paesi del Nord Europa erano come «mele di Adamo» ed avevano lo stesso significato della mela nell'evocare il frutto proibito del peccato originale. I frutti esortano quindi a fuggire dai comportamenti peccaminosi, santificandosi mediante il rituale del matrimonio cristiano, nel rispetto dei comandamenti della fede. Potrebbero significare anche la fertilità dei due coniugi.
Inoltre dalla finestra si intravede un ciliegio carico di frutti, un'allusione non solo all'amore tra i due coniugi e agli hortus conclusus medievali ma soprattutto al clima primaverile, in pieno contrasto con gli abiti invernali dei protagonisti. In realtà ciò che indossano è una semplice indicazione del loro status sociale, all'artista (e ai committenti) non interessava avere un ritratto fedele, ma piuttosto evocativo.
Non di meno non va sottovalutata un'ulteriore interpretazione teologica, che vede le arance a richiamo di altri quadri fiamminghi, raffiguranti scene dell'Annunciazione, e le ciliegie in altre natività, a simbolo del paradiso.

### Lo specchio

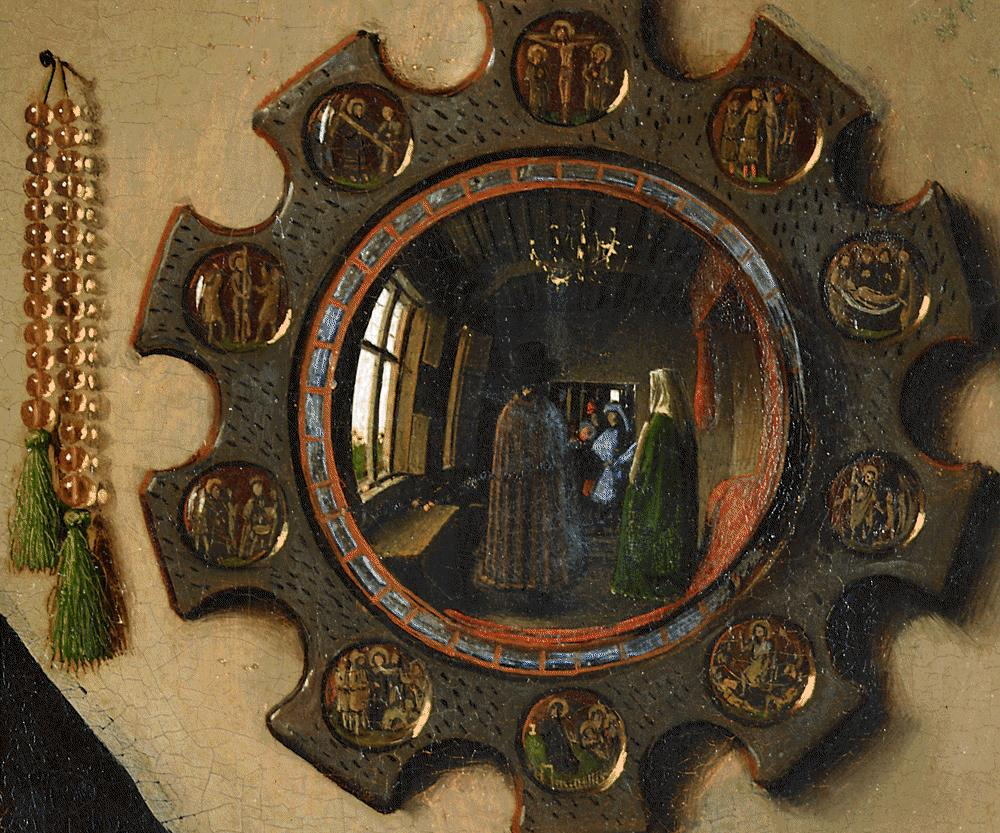
Dettaglio raffigurante lo specchio convesso e i rosari

Lo specchio, per la prima volta, per quanto se ne sappia, mostra il retroscena del dipinto, che venne copiato più volte, da Hans Memling (Dittico di Maarten van Nieuwenhove, 1487) a Velázquez (Las Meninas, 1656). È uno dei migliori esempi della minuziosità microscopica ottenuta da Van Eyck: misura 5,5 centimetri, e nella sua cornice sono meticolosamente rappresentati dieci episodi della Passione di Cristo. Dal medaglione in basso in senso orario si riconoscono l'Orazione nell'orto, la Cattura di Cristo, il Giudizio di Pilato, la Flagellazione di Cristo, la Salita al Calvario, la Crocefissione (in alto al centro), la Deposizione, il Compianto, la Discesa al Limbo e infine la Resurrezione.
A quell'epoca questi piccoli specchi convessi erano molto popolari: spesso si trovavano vicino alle porte o alle finestre, per cercare effetti luminosi nelle stanze, ma soprattutto si usavano in funzione apotropaica per allontanare la sfortuna e gli spiriti maligni. La sua presenza, all'interno del quadro, con il particolare tema della cornice, suggerisce che l'interpretazione dell'avvenimento deve essere cristiana e spirituale in uguale misura. Le storie della Passione erano anche un esempio di cristiana sopportazione delle tribolazioni del quotidiano. Anche il vetro dello specchio allude alla verginità di Maria, quale speculum sine macula, e quindi, per analogia, alla purezza ed alla verginità della sposa, che doveva rimanere casta anche durante il matrimonio. Inoltre il baluginio luminoso sullo specchio invita lo spettatore ad osservare le immagini riflesse.
Si può notare che, oltre ai due coniugi, sono presenti altre due figure riflesse, di cui una si pensa essere il pittore stesso (come abbiamo già detto nel paragrafo Descrizione). Con questo espediente pittorico van Eyck riesce a restituirci due punti di vista, quello del pittore e quello (opposto) dei personaggi ritratti: si ottiene, quindi, una rappresentazione dello spazio a trecentosessanta gradi su una tela che è bidimensionale. La presenza dei testimoni serve anche a suggellare la legittimità del matrimonio, sottolineando la fede cristiana dei due coniugi.

### Gli altri oggetti appesi

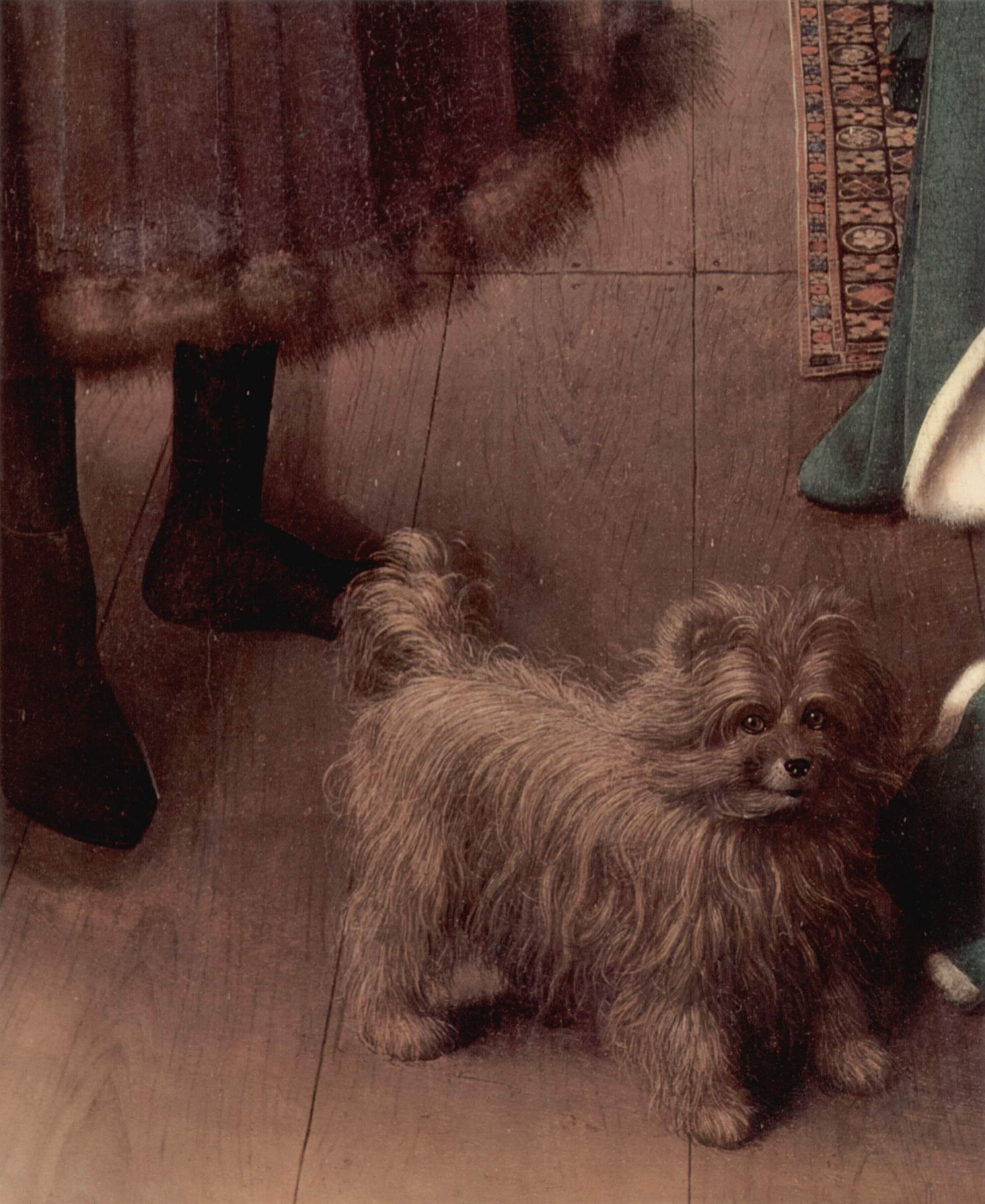
Dettaglio raffigurante il cagnolino

I rosari erano un regalo abituale del fidanzato alla futura moglie; scrutando con attenzione se ne nota uno appeso di fianco al piccolo specchio in fondo alla stanza. Il vetro è simbolo di purezza, mentre il rosario suggerisce la virtù della fidanzata ed il suo obbligo di essere devota.
Il lampadario a sei bracci con una sola candela accesa simboleggia la fiamma dell'amore, e ricorda la candela che brilla sempre nel sacrario delle chiese, simbolo della permanente presenza di Cristo che tutto vede. Inoltre era abitudine delle famiglie fiamminghe accendere una candela il primo giorno delle nozze e tali oggetti compaiono a volte anche nei dipinti dell'Annunciazione. Può anche darsi che l'artista la incluse per mostrare la sua bravura nel rendere la luce artificiale, oltre che quella naturale.

## Stile
In quest'opera sono visibili le principali caratteristiche base dell'arte fiamminga, tanto da farne un esempio paradigmatico. Innanzitutto la tecnica è quella del colore a olio perfezionata proprio da van Eyck e ripresa dai suoi seguaci, che permise la creazione di effetti di luce e di resa delle superfici mai viste prima, grazie a successive velature, cioè strati di colore traslucidi e trasparenti, che rendevano le figure brillanti e lucide, permettendo di definire la diversa consistenza delle superfici fin nei più minuti particolari. La luce fredda e analitica è l'elemento che unifica e rende solenne e immobile tutta la scena, delineando in maniera "non selettiva" sia l'infinitamente piccolo che l'infinitamente grande. Vengono sfruttate più fonti luminose (le finestre sono due, come si vede nello specchio), che moltiplicano le ombre e i riflessi, permettendo di definire con acutezza le diverse superfici: dal panno alla pelliccia, dal legno al metallo, ciascun materiale mostra una reazione specifica ai raggi luminosi (il "lustro"). La ricchezza dei dettagli, visibile attraverso l'uso della luce, avvicina l'arte fiamminga a quella del Rinascimento italiano.
Lo spazio, invece, è complesso e molto diverso da quello della tradizione del Rinascimento fiorentino. Gli italiani usavano infatti un unico punto di fuga posto al centro dell'orizzonte (prospettiva lineare centrica), dove tutto è perfettamente strutturato ordinatamente, con rapporti precisi tra le figure e con un'unica fonte di luce che definisce le ombre. Secondo questa impostazione lo spettatore resta tagliato fuori dalla scena e ne ha una visione completa e chiara.
In quest'opera, e nelle opere fiamminghe in generale, invece lo spettatore è incluso illusoriamente nello spazio della rappresentazione, tramite alcuni accorgimenti quali l'uso di più punti di fuga (in questo caso quattro) e di una linea dell'orizzonte più alta, che fa sembrare l'ambiente "avvolgente", come se fosse in procinto di rovesciarsi su chi guarda. Lo spazio è quindi tutt'altro che chiuso e finito, anzi sono presenti elementi come la finestra, che fa intravedere un paesaggio lontano, o lo specchio, che raddoppia l'ambiente mostrando le spalle dei protagonisti e l'altro lato della stanza.
Una certa rigidezza delle forme e l'espressione enigmatica dei personaggi sono anche caratteristiche tipiche della prima scuola fiamminga.